# Accidente del Beechcraft 1900 de Light Air Service en 2025
El 29 de enero de 2025, un Beechcraft 1900D se estrelló en el estado de Unity, ubicado en la región del Alto Nilo en Sudán del Sur, poco después de despegar, y murieron 20 de los 21 ocupantes a bordo. La aeronave transportaba a trabajadores petroleros a Juba, la capital de Sudán del Sur.

## Aeronave
La aeronave involucrada en el accidente era un Beechcraft 1900D, operado por Light Air Services y estaba alquilado por la empresa petrolera Greater Pioneer Oil Company (GPOC), que es un consorcio de China National Petroleum Corporation y Nile Petroleum Corporation.

## Pasajeros y tripulación
A bordo del Beechcraft  viajaban 21 personas, 19 pasajeros y 2 pilotos. 16 de los pasajeros eran de Sudán del Sur, mientras que 1 ciudadano era indio y 2 procedentes de china también iban a bordo. 

## Accidente
El avión estaba realizando un vuelo chárter programado regularmente. Alrededor de las 10:30 am hora local, aproximadamente 10 minutos después del despegue, el avión perdió altura y se estrelló contra el suelo. Un testigo informó que se había desprendido un ala, lo que provocó que el avión perdiera altitud. Las imágenes compartidas en las redes sociales mostraron que los escombros estaban esparcidos por el lugar del accidente con el avión boca abajo. Veinte de las veintiuna personas a bordo murieron, incluidas dos que murieron más tarde en el hospital. El único sobreviviente del accidente fue identificado como el ingeniero de Sudán del Sur Emmanuel Maker, quien fue trasladado al hospital estatal en Bentiu en estado crítico.

## Investigación
Saleh Akot, director del Aeropuerto Internacional de Juba, dijo que la Autoridad de Aviación Civil de Sudán del Sur envió un equipo al lugar del accidente para iniciar la investigación. El ministro de Petróleo de Sudán del Sur, Puot Kang Chol, dijo que se está llevando a cabo una investigación sobre la causa del accidente, y que su ministerio está cooperando con el Ministerio de Transporte, otras autoridades locales y servicios de emergencia para garantizar que se realice un examen exhaustivo. Las autoridades aún no han revelado los hallazgos preliminares sobre la causa del accidente. Ter Manyang Gatwech, director del Centro para la Paz y la Defensa (CPA), alegó que el accidente fue causado por la mala aplicación de las normas de seguridad por parte de la Autoridad de Aviación Civil de Sudán del Sur, lo que permitió que aviones viejos y obsoletos volaran en Sudán del Sur.
El Ministro Nacional de Transporte dijo que su departamento de investigación de accidentes aéreos recuperará la caja negra de los restos del accidente y la enviará a los Estados Unidos para un análisis más detallado.